# Bác Fyodor, con chó và con mèo
Bác Fyodor, con chó và con mèo (tiếng Nga: Дядя Фёдор, пёс и кот) là một cuốn tiểu thuyết đồng thoại dành cho thiếu nhi của nhà văn Eduard Uspensky, ra đời năm 1973.

## Nội dung
Bác Fyodor không phải là một người lớn tuổi. Cái tên đạo mạo ấy, bố mẹ đặt cho cậu con chỉ vì cậu bé rất nghiêm chỉnh và tự lập. Mới lên 4 tuổi cậu đã biết đọc, lên 6 là biết tự nấu cho mình món súp. Bác Fyodor cũng chẳng phải cậu bé hư, nhưng lại trốn nhà ra đi bởi cả bố và mẹ đều không đồng ý để cậu nuôi chú Mèo có biệt danh Thủy Thủ lang thang trong nhà. Fyodor rời thành phố về nông thôn vì cậu nghĩ bố mẹ chẳng còn biết yêu thương loài vật.

### Nhân vật
- Fyodor (bác Fyodor)
- Chó Bóng Tròn
- Mèo Thủy Thủ
- Quạ
- Chú Dima: Bố Fydor
- Cô Rimma: Mẹ Fyodor
- Bác bưu tá Pechkin
- Làng Bơ Sữa

## Đánh giá
Được đánh giá là một trong những kiệt tác của dòng văn học thiếu nhi Liên Xô, tác phẩm là một câu chuyện vui nhộn được viết theo phong cách đồng thoại. Nơi chứa đựng những khát khao trong trẻo của tuổi thơ, ẩn giấu những ước mơ phiêu lưu thầm kín của bọn trẻ. Nơi con người và loài vật sống chan hòa. Nơi mèo biết nấu ăn, quạ biết trông nhà, chó biết săn ảnh, còn chiếc máy cày ăn thực phẩm thì biết hát nghêu ngao...

## Chuyển thể
- Fyodor, con chó và con mèo (hoạt hình, 1975 - 1976)
- Bộ ba ở làng Bơ Sữa (hoạt hình, 1978)
- Kỳ nghỉ hè ở làng Bơ Sữa (hoạt hình, 1980)
- Mùa đông ở làng Bơ Sữa (hoạt hình, 1984)